# SoundJam MP
SoundJam MP è stato uno dei primi lettori MP3 compatibile con Mac OS, è stato distribuito nel luglio 1998 ed è stato disponibile fino a giugno 2001. Jeff Robbin e Bill Kincaid svilupparono SoundJam MP con l'assistenza di Dave Heller, i due scelsero Casady & Greene per pubblicarlo. Nel 2000 Apple, Inc. acquistò SoundJam MP e sviluppò ulteriormente il codice per creare la versione 1.0 di iTunes. Casady e Green cessò di pubblicare SoundJam MP nel giugno 2001 su richiesta degli sviluppatori.
SoundJam MP è utilizzabile con computer Apple e sistema operativo Mac OS 8 oppure 9.